# Landschaftsschutzgebiet Ruhrterrassen
Das Landschaftsschutzgebiet Ruhrterrassen mit 107 ha Flächengröße liegt in der Gemeinde Ense im Kreis Soest. Das Gebiet wurde 2006 mit dem Landschaftsplan V Ense-Wickede durch den Kreistag als Landschaftsschutzgebiet (LSG) ausgewiesen. Der LSG liegt westlich von Hünningen und Lüttringen. Das LSG geht bis an den Siedlungsrand. Das LSG grenzt im Westen an das Naturschutzgebiet Ruhraue (Kreis Soest) an. Im Norden grenzt das Landschaftsschutzgebiet Bremer-, Banner- und Wamelbachsystem und im Süden das Landschaftsschutzgebiet Füchtener Heide/Fürstenberg an. Die Bundesautobahn 45 scheidet kleinere Bereiche des LSG im Westen ab.

## Beschreibung
Das LSG umfasst im Nordwesten und Süden Wald. Im Rest des LSG befinden sich Grünland und Acker.

## Schutzzweck
Die Ausweisung erfolgte wie bei anderen LSGs im Landschaftsplangebiet zur Erhaltung oder Wiederherstellung der Leistungsfähigkeit des Naturhaushaltes; wegen der Vielfalt, Eigenart oder Schönheit des Landschaftsbildes oder wegen ihrer besonderen Bedeutung für die Erholung.
Für das LSG wurde speziell als Schutzzweck aufgeführt:
- Besonderen Bedeutung als Vernetzungskorridor zum angrenzenden Naturschutzgebiet „Ruhraue“, das im Rahmen der FFH-Richtlinie als innerhalb der Europäischen Gemeinschaft besonders schutzwürdiger Bereich ausgewiesen ist.
- Ausstattung des Bereiches mit belebenden und gliedernden Landschaftselementen, wie Baumreihen, Obstbäumen und Feldgehölzen, des bestehenden, vielfach extensiv

genutzten Grünlandanteils und der naturnahen Waldflächen.

## Rechtliche Vorschriften
Wie in den anderen Landschaftsschutzgebieten im Landschaftsplangebiet besteht im LSG ein Verbot, Bauwerke zu errichten. Die Untere Naturschutzbehörde kann Ausnahme-Genehmigungen für Bauten aller Art erteilen. Wie in den anderen Landschaftsschutzgebieten besteht im LSG ein Verbot, Weihnachtsbaum-, Schmuckreisig- und Baumschul-Kulturen anzulegen. Es ist z. B. auch verboten, Bäume, Sträucher, Hecken, Feld- oder Ufergehölze zu beseitigen oder zu schädigen.